# Oscar Roty
Oscar Roty (Parigi, 11 giugno 1846 – Parigi, 23 marzo 1911) è stato un disegnatore e medaglista francese, noto per le sue monete e francobolli.
È noto principalmente per il tipo semeuse, utilizzato per le monete e i francobolli francesi. Firmava le sue opere Oscar Roty.

## Biografia

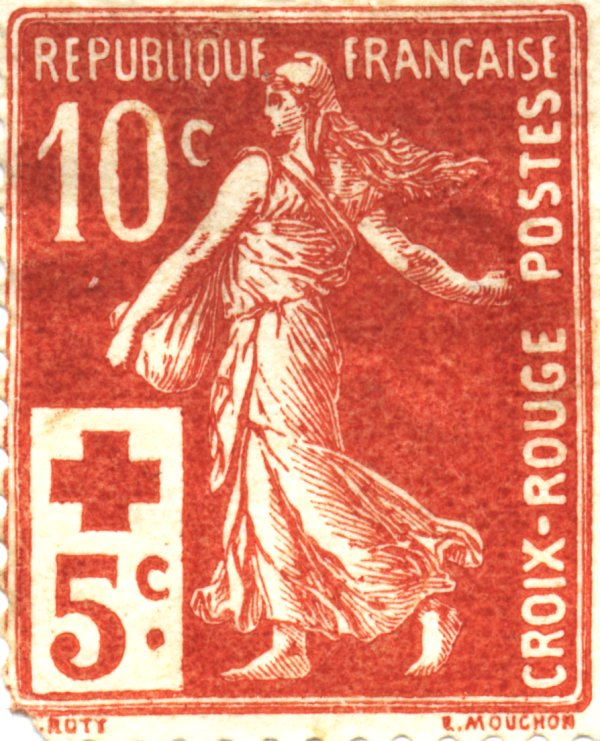
La semeuse su un francobollo francese del 1918

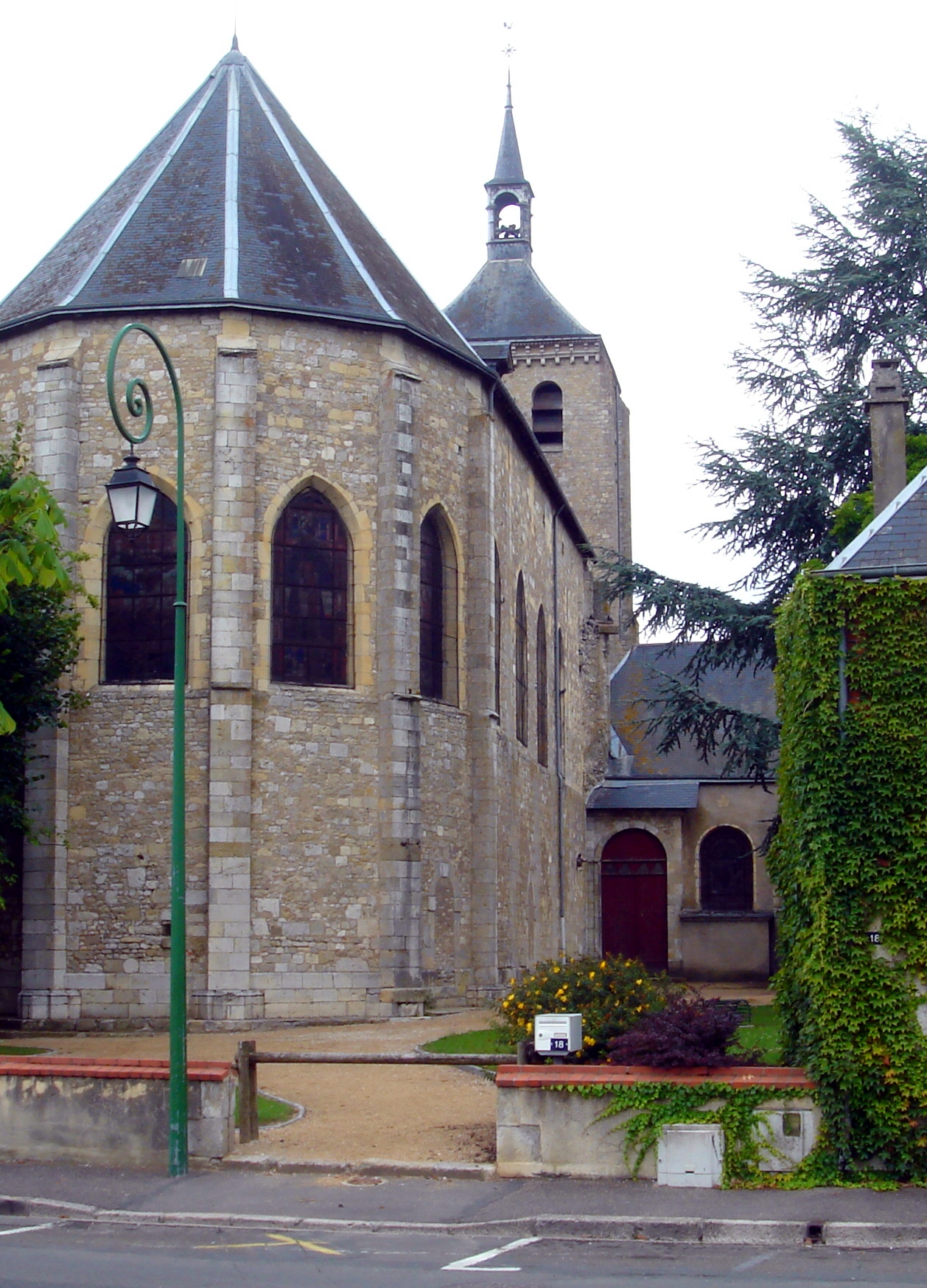
Piazza Roty a Jargeau

Noto come medaglista, Roty fu allievo di Horace Lecoq de Boisbaudran alle Arts décoratifs e di Hubert Ponscarme all'École des beaux-arts.
Concorrente per il prix de Rome, ottenne il secondo posto nel 1872 e il primo nel 1875.
Nel 1878 sposò Marie Boulanger.
Vinse anche un grand prix all'Exposition universelle del 1889.
Fu eletto membro dell'Académie des beaux-arts nel 1888 e fu nominato commandeur della Légion d'honneur nel 1900.
Nel 1905 ricevette la medaglia per la scultura al Salon de peinture, medaglia attribuita per la prima volta alla creazione di medaglie.
Il figlio di Oscar Roty, Georges, ha scelto il comune di Jargeau, nel dipartimento francese del Loiret come sede della fondazione e del museo Oscar Roty.